# 汽车修理店

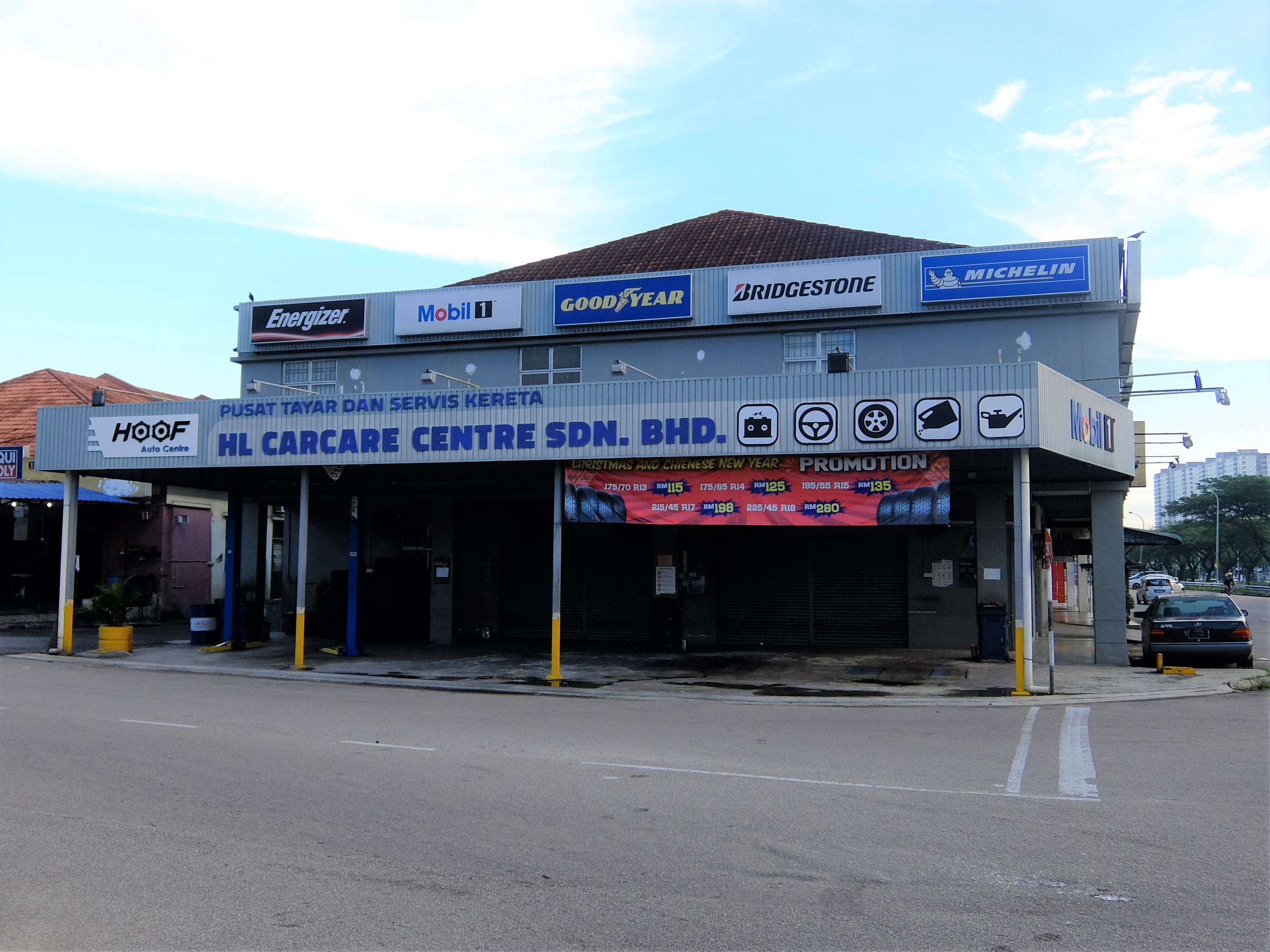
汽车修理店

汽车修理店是提供汽车维修的店铺。通常是由汽车机械师和技术人员来提供这种服务的。

## 类型
汽车修理店可以分为以下类别：
- 以售卖汽车零部件为主要业务的，并同时提供保养服务。这类店铺大多是在美国，在英国不常见。
- 以汽车维修为主要业务，为独立拥有和经营的企业。 这些还可以包括区域或国家连锁店和特许经营店，包括OEM汽车经销商。在美国，这些店铺通常只维修它们各自的品牌，进行保修和召回修理。 独立的汽车修理店也可通过认证来得到制造商的修理许可。[1]此外，一些汽车修理店也提供额外的拖车服务。
- 特殊的汽车修理店。它们专门从事某些部件的维修和安装，如刹车、消音器 、排气系统、传输、身体零部件、汽车电力、汽车空调、汽车玻璃等等。有一些店只维修特定品牌的车辆。 还有一些专门做汽车修改和车辆定制。很多时候，各种专门的汽车修理店都拥有一些特别的设施(用于特定的工作岗位或车辆)，以及拥有特别资格的技术人员和机械师。
- 在线汽车修理店。它们提供上门的维修服务，给家庭提供一些不是典型或不是广泛在市场上提供的汽车零部件。
- 移动汽车车身修理店。在一些国家，比如英国，移动汽车车身修理店可以提供移动的车身维修服务，例如保险杠的维修，汽车车身修理、 油漆的凹痕修理 以及喷漆服务。对象多为私人和商业消费者。

## 汽车车身修理
一些维修店更提供车身修理。 他们提供喷漆，划痕，磨损和凹痕修理，以及修理大规模的车身损伤。